# Orcival
Orcival è un comune francese di 268 abitanti situato nel dipartimento del Puy-de-Dôme nella regione dell'Alvernia-Rodano-Alpi.

## Società

### Evoluzione demografica
Abitanti censiti

## Monumenti e luoghi d'interesse

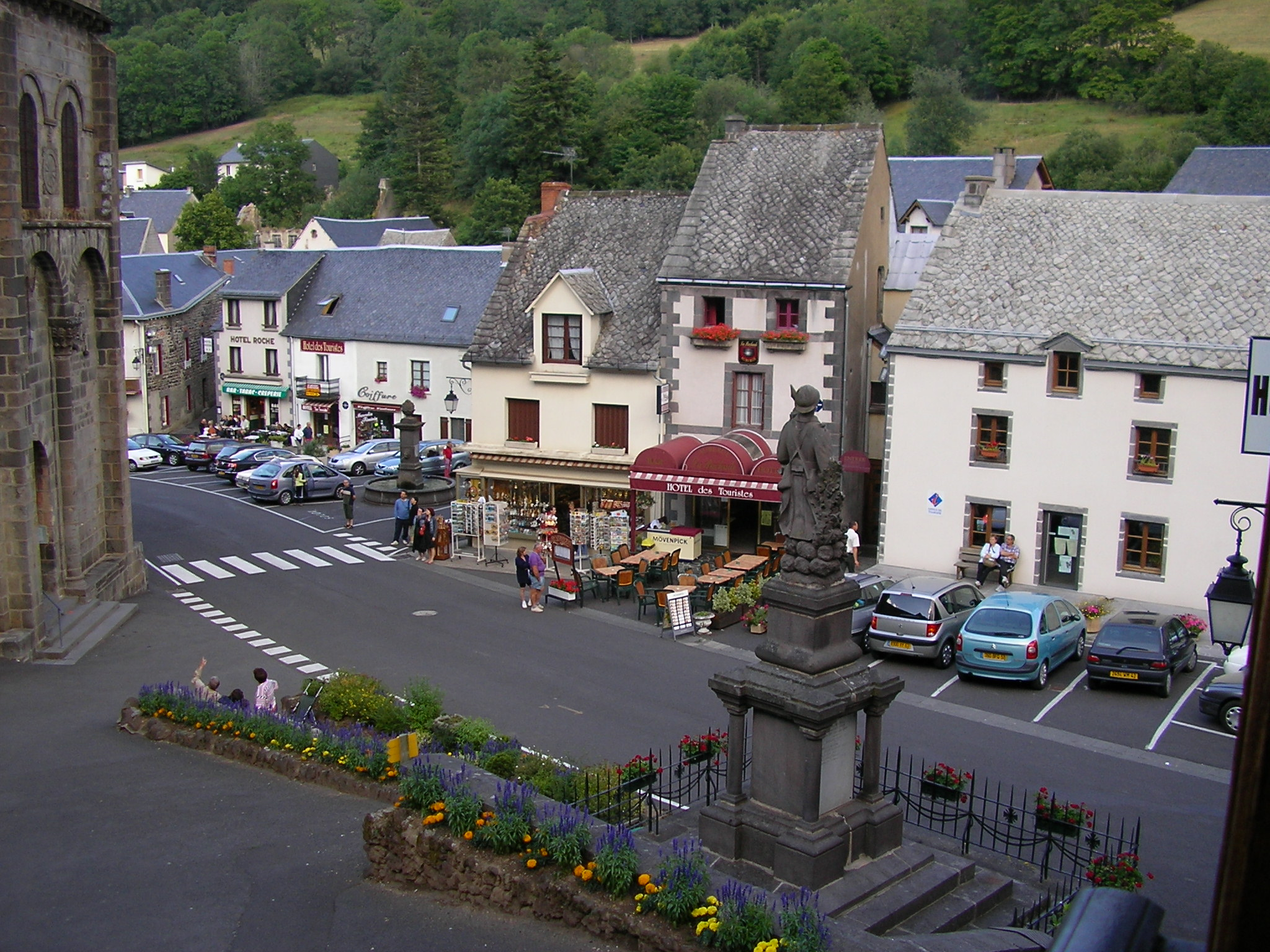
La piazza centrale ad Orcival

Basilica romanica di Basilica di Notre-Dame